# Liste der Einträge im National Register of Historic Places in Jacksonville (Florida)
Die Liste der Einträge im National Register of Historic Places in Jacksonville führt alle 89 Bauwerke und historischen Stätten in Jacksonville im Duval County im US-Bundesstaat Florida auf, die in das National Register of Historic Places aufgenommen wurden.
Die Objekte mit den Nummern 2, 10 und 76 liegen außerhalb des Stadtgebiets im Duval County und sind hier daher nicht aufgeführt.

## Legende
| NRHP | Historic Place    |
| HD   | Historic District |

## Aktuelle Einträge
| [ 2 ] | Name                                              | Bild                                              | Eintragsdatum                 | Lage | Beschreibung                                                   |
| ----- | ------------------------------------------------- | ------------------------------------------------- | ----------------------------- | --- | -------------------------------------------------------------- |
| 1     | 310 West Church Street Apartments                 | 310 West Church Street Apartments                 | 7. Apr. 1983 ID-Nr. 83001421  | 420 North Julia Street 30° 19′ 50″ N, 81° 39′ 41″ W |                                                                |
| 3     | Atlantic National Bank Annex                      | Atlantic National Bank Annex                      | 7. Nov. 1997 ID-Nr. 97001328  | 118 West Adams Street 30° 19′ 40″ N, 81° 39′ 36″ W | Teil der Downtown Jacksonville Multiple Property Submission    |
| 4     | Avondale Historic District                        | Avondale Historic District                        | 6. Juli 1989 ID-Nr. 89000494  | Etwa begrenzt durch den Roosevelt Boulevard, die Belvedere Avenue, die Seminole Road, den St. Johns River und die Talbot Avenue 30° 18′ 11″ N, 81° 42′ 19″ W        |                                                                |
| 5     | Bethel Baptist Institutional Church               | Bethel Baptist Institutional Church               | 6. Apr. 1978 ID-Nr. 78000938  | 1058 Hogan Street 30° 20′ 9″ N, 81° 39′ 30″ W |                                                                |
| 6     | Brewster Hospital                                 | Brewster Hospital                                 | 13. Mai 1976 ID-Nr. 76000588  | 915 West Monroe Street 30° 19′ 52″ N, 81° 40′ 8″ W |                                                                |
| 7     | Napoleon Bonaparte Broward House                  | Napoleon Bonaparte Broward House                  | 27. Dez. 1972 ID-Nr. 72000308 | 9953 Hecksher Drive 30° 24′ 9″ N, 81° 25′ 58″ W |                                                                |
| 8     | Buckman and Ulmer Building                        | Buckman and Ulmer Building                        | 30. Dez. 1992 ID-Nr. 92001694 | 29-33 West Monroe Street 30° 19′ 43″ N, 81° 39′ 10″ W | Teil der Downtown Jacksonville Multiple Property Submission    |
| 9     | Carling Hotel                                     | Carling Hotel                                     | 28. Feb. 1991 ID-Nr. 91000225 | 33 West Adams Street 30° 19′ 42″ N, 81° 39′ 29″ W |                                                                |
| 11    | Catherine Street Fire Station                     | Catherine Street Fire Station                     | 13. Juni 1972 ID-Nr. 72000309 | 14 Catherine Street 30° 19′ 30″ N, 81° 39′ 2″ W |                                                                |
| 12    | Centennial Hall at Edward Waters College          | Centennial Hall at Edward Waters College          | 4. Mai 1976 ID-Nr. 76000589   | 1715 Kings Road 30° 20′ 40″ N, 81° 41′ 4″ W |                                                                |
| 13    | Church of the Immaculate Conception               | Church of the Immaculate Conception               | 30. Dez. 1992 ID-Nr. 92001695 | 121 East Duval Street 30° 19′ 44″ N, 81° 39′ 19″ W | Teil der Downtown Jacksonville Multiple Property Submission    |
| 14    | Cummer Gardens                                    | Cummer Gardens                                    | 25. Jan. 2010 ID-Nr. 09000345 | 829 Riverside Ave. 30° 18′ 55,6″ N, 81° 40′ 34,3″ W |                                                                |
| 15    | Joseph H. Durkee Athletic Field                   | weitere Bilder                                    | 11. Juli 2013 ID-Nr. 13000484 | 1701 Myrtle Avenue 30° 20′ 47″ N, 81° 40′ 30″ W |                                                                |
| 16    | Dyal-Upchurch Building                            | Dyal-Upchurch Building                            | 17. Apr. 1980 ID-Nr. 80000947 | 4 East Bay Street 30° 19′ 33″ N, 81° 39′ 27″ W |                                                                |
| 17    | El Modelo Block                                   | El Modelo Block                                   | 16. Okt. 1980 ID-Nr. 80000948 | 513 West Bay Street 30° 19′ 38″ N, 81° 39′ 53″ W |                                                                |
| 18    | Elks Club Building                                | Elks Club Building                                | 9. März 2000 ID-Nr. 00000151  | 201-213 North Laura Street 30° 19′ 41″ N, 81° 39′ 32″ W | Teil der Downtown Jacksonville Multiple Property Submission    |
| 19    | Epping Forest                                     | Epping Forest                                     | 9. Mai 1973 ID-Nr. 73000576   | Christopher Point, neben der San Jose Boulevard 30° 14′ 54″ N, 81° 38′ 26″ W                                                                                        |                                                                |
| 20    | Evergreen Cemetery                                | Evergreen Cemetery                                | 8. Apr. 2011 ID-Nr. 11000157  | 4535 N Main St 30° 22′ 1″ N, 81° 39′ 3″ W |                                                                |
| 21    | Florida Baptist Building                          | Florida Baptist Building                          | 12. Jan. 1984 ID-Nr. 84000844 | 218 West Church Street 30° 19′ 49″ N, 81° 39′ 37″ W |                                                                |
| 22    | Florida Theater                                   | Florida Theater                                   | 4. Nov. 1982 ID-Nr. 82001034  | 128-134 East Forsyth Street 30° 19′ 34″ N, 81° 39′ 20″ W |                                                                |
| 23    | Fort Caroline National Memorial                   | Fort Caroline National Memorial                   | 15. Okt. 1966 ID-Nr. 66000061 | 10 miles east of downtown Jacksonville 30° 23′ 13″ N, 81° 30′ 2″ W                                                                                                  |                                                                |
| 24    | Grand Site                                        | Grand Site                                        | 20. Juni 1975 ID-Nr. 75000551 | Adresse nicht veröffentlicht |                                                                |
| 25    | Groover-Stewart Drug Company Building             | Groover-Stewart Drug Company Building             | 30. Dez. 1992 ID-Nr. 92001696 | 25 North Market Street 30° 19′ 33″ N, 81° 38′ 8″ W | Teil der Downtown Jacksonville Multiple Property Submission    |
| 26    | House at 3325 Via de la Reina                     | House at 3325 Via de la Reina                     | 10. Apr. 1985 ID-Nr. 85000739 | 3325 Via de la Reina 30° 14′ 42″ N, 81° 37′ 41″ W | Teil der San Jose Estates TR                                   |
| 27    | House at 3335 Via de la Reina                     | House at 3335 Via de la Reina                     | 10. Apr. 1985 ID-Nr. 85000740 | 3335 Via de la Reina 30° 14′ 42″ N, 81° 37′ 40″ W | Teil der San Jose Estates TR                                   |
| 28    | House at 3500 Via de la Reina                     | House at 3500 Via de la Reina                     | 10. Apr. 1985 ID-Nr. 85000741 | 3500 Via de la Reina 30° 14′ 39″ N, 81° 37′ 32″ W | Teil der San Jose Estates TR                                   |
| 29    | House at 3609 Via de la Reina                     | House at 3609 Via de la Reina                     | 10. Apr. 1985 ID-Nr. 85000742 | 3609 Via de la Reina 30° 14′ 39″ N, 81° 37′ 28″ W | Teil der San Jose Estates TR                                   |
| 30    | House at 3685 Via de la Reina                     | House at 3685 Via de la Reina                     | 10. Apr. 1985 ID-Nr. 85000743 | 3685 Via de la Reina 30° 14′ 34″ N, 81° 37′ 14″ W | Teil der San Jose Estates TR                                   |
| 31    | House at 3703 Via de la Reina                     | House at 3703 Via de la Reina                     | 10. Apr. 1985 ID-Nr. 85000744 | 3703 Via de la Reina 30° 14′ 32″ N, 81° 37′ 6″ W | Teil der San Jose Estates TR                                   |
| 32    | House at 3764 Ponce de Leon Avenue                | House at 3764 Ponce de Leon Avenue                | 10. Apr. 1985 ID-Nr. 85000745 | 3764 Ponce de Leon Avenue 30° 14′ 38″ N, 81° 37′ 13″ W | Teil der San Jose Estates TR                                   |
| 33    | House at 7144 Madrid Avenue                       | House at 7144 Madrid Avenue                       | 10. Apr. 1985 ID-Nr. 85000746 | 7144 Madrid Avenue 30° 14′ 53″ N, 81° 37′ 54″ W | Teil der San Jose Estates TR                                   |
| 34    | House at 7207 Ventura Avenue                      | House at 7207 Ventura Avenue                      | 10. Apr. 1985 ID-Nr. 85000747 | 7207 Ventura Avenue 30° 14′ 48″ N, 81° 37′ 36″ W | Teil der San Jose Estates TR                                   |
| 35    | House at 7217 Ventura Avenue                      | House at 7217 Ventura Avenue                      | 10. Apr. 1985 ID-Nr. 85000748 | 7217 Ventura Avenue 30° 14′ 46″ N, 81° 37′ 36″ W | Teil der San Jose Estates TR                                   |
| 36    | House at 7227 San Pedro                           | House at 7227 San Pedro                           | 10. Apr. 1985 ID-Nr. 85000749 | 7227 San Pedro Road 30° 14′ 41″ N, 81° 37′ 57″ W | Teil der San Jose Estates TR                                   |
| 37    | House at 7245 San Jose Boulevard                  | House at 7245 San Jose Boulevard                  | 10. Apr. 1985 ID-Nr. 85000750 | 7245 San Jose Boulevard 30° 14′ 45″ N, 81° 37′ 48″ W | Teil der San Jose Estates TR                                   |
| 38    | House at 7246 San Carlos                          | House at 7246 San Carlos                          | 10. Apr. 1985 ID-Nr. 85000751 | 7246 San Carlos 30° 14′ 42″ N, 81° 37′ 56″ W | Teil der San Jose Estates TR                                   |
| 39    | House at 7246 St. Augustine Road                  | House at 7246 St. Augustine Road                  | 10. Apr. 1985 ID-Nr. 85000752 | 7246 St. Augustine Road 30° 14′ 45″ N, 81° 37′ 34″ W | Teil der San Jose Estates TR                                   |
| 40    | House at 7249 San Pedro                           | House at 7249 San Pedro                           | 10. Apr. 1985 ID-Nr. 85000753 | 7249 San Pedro Road 30° 14′ 40″ N, 81° 37′ 56″ W | Part of the San Jose Estates TR                                |
| 41    | House at 7288 San Jose Boulevard                  | House at 7288 San Jose Boulevard                  | 10. Apr. 1985 ID-Nr. 85000754 | 7288 San Jose Boulevard 30° 14′ 42″ N, 81° 37′ 47″ W | Teil der San Jose Estates TR                                   |
| 42    | House at 7306 St. Augustine Road                  | House at 7306 St. Augustine Road                  | 10. Apr. 1985 ID-Nr. 85000755 | 7306 St. Augustine Road 30° 14′ 41″ N, 81° 37′ 34″ W | Teil der San Jose Estates TR                                   |
| 43    | House at 7317 San Jose Boulevard                  | House at 7317 San Jose Boulevard                  | 10. Apr. 1985 ID-Nr. 85000756 | 7317 San Jose Boulevard 30° 14′ 43″ N, 81° 37′ 44″ W | Teil der San Jose Estates TR                                   |
| 44    | House at 7330 Ventura Avenue                      | House at 7330 Ventura Avenue                      | 10. Apr. 1985 ID-Nr. 85000757 | 7330 Ventura Avenue 30° 14′ 42″ N, 81° 37′ 40″ W | Teil der San Jose Estates TR                                   |
| 45    | House at 7356 San Jose Boulevard                  | House at 7356 San Jose Boulevard                  | 10. Apr. 1985 ID-Nr. 85000758 | 7356 San Jose Boulevard 30° 14′ 40″ N, 81° 37′ 43″ W | Teil der San Jose Estates TR                                   |
| 46    | House at 7400 San Jose Boulevard                  | House at 7400 San Jose Boulevard                  | 10. Apr. 1985 ID-Nr. 85000759 | 7400 San Jose Boulevard 30° 14′ 38″ N, 81° 37′ 44″ W | Teil der San Jose Estates TR                                   |
| 47    | Hutchinson-Suddath Building                       | Hutchinson-Suddath Building                       | 3. Okt. 2007 ID-Nr. 07001029  | 315-319 East Bay Street 30° 19′ 31″ N, 81° 39′ 15″ W | Part of the Downtown Jacksonville Multiple Property Submission |
| 48    | Jacksonville Terminal Complex                     | Jacksonville Terminal Complex                     | 22. Okt. 1976 ID-Nr. 76000590 | 1000 West Bay Street 30° 19′ 40″ N, 81° 40′ 18″ W |                                                                |
| 49    | Kingsley Plantation                               | Kingsley Plantation                               | 29. Sep. 1970 ID-Nr. 70000182 | Nördliche Spitze von Fort George Island am Fort George Inlet 30° 26′ 18″ N, 81° 26′ 17″ W                                                                           |                                                                |
| 50    | Henry John Klutho House                           | Henry John Klutho House                           | 19. Dez. 1978 ID-Nr. 78000939 | 28-30 West 9th Street 30° 20′ 48″ N, 81° 39′ 18″ W |                                                                |
| 51    | W. A. Knight Building                             | W. A. Knight Building                             | 15. März 2005 ID-Nr. 05000139 | 113 West Adams Street 30° 19′ 42″ N, 81° 39′ 33″ W | Teil der Downtown Jacksonville Multiple Property Submission    |
| 52    | Lane-Towers House                                 | Lane-Towers House                                 | 10. Nov. 1982 ID-Nr. 82001035 | 3730 Richmond Street 30° 17′ 29″ N, 81° 42′ 17″ W |                                                                |
| 53    | Lewis Mausoleum                                   | Lewis Mausoleum                                   | 24. Okt. 1997 ID-Nr. 97001225 | Memorial Cemetery an der Kreuzung der Edgewood Avenue mit der Noncreif Road 30° 22′ 52″ N, 81° 41′ 47″ W                                                            |                                                                |
| 54    | Little Theatre                                    | Little Theatre                                    | 12. Juli 1991 ID-Nr. 91000895 | 2032 San Marco Boulevard 30° 18′ 11″ N, 81° 39′ 10″ W |                                                                |
| 55    | Lynch Building                                    | Lynch Building                                    | 23. Dez. 2003 ID-Nr. 03001310 | 11 Forsyth Street 30° 19′ 37″ N, 81° 39′ 27″ W | Teil der Downtown Jacksonville Multiple Property Submission    |
| 56    | Mandarin Store and Post Office                    | Mandarin Store and Post Office                    | 1. Okt. 2001 ID-Nr. 01001056  | 12471 Mandarin Road 30° 9′ 39″ N, 81° 39′ 35″ W |                                                                |
| 57    | MAPLE LEAF (Shipwreck Site)                       | weitere Bilder                                    | 12. Okt. 1994 ID-Nr. 94001650 | Mitten im St. Johns River, rund 12 Meilen südlich von Downtown Jacksonville 30° 9′ 29,9″ N, 81° 40′ 48″ W                                                           |                                                                |
| 58    | Marabanong                                        | Marabanong                                        | 11. Dez. 2013 ID-Nr. 13000899 | 4747 River Point Rd. 30° 18′ 49,6″ N, 81° 37′ 3,9″ W |                                                                |
| 59    | Masonic Temple                                    | Masonic Temple                                    | 22. Sep. 1980 ID-Nr. 80000949 | 410 Broad Street 30° 19′ 51″ N, 81° 39′ 52″ W |                                                                |
| 60    | Mission of San Juan del Puerto Archeological Site | Mission of San Juan del Puerto Archeological Site | 25. März 1986 ID-Nr. 86000595 | Adresse nicht veröffentlicht |                                                                |
| 61    | Morocco Temple                                    | Morocco Temple                                    | 29. Nov. 1979 ID-Nr. 79000668 | 219 Newnan St. 30° 19′ 40″ N, 81° 39′ 18″ W |                                                                |
| 62    | Mount Zion AME Church                             | Mount Zion AME Church                             | 30. Dez. 1992 ID-Nr. 92001697 | 201 East Beaver Street 30° 19′ 51″ N, 81° 38′ 9″ W | Teil der Downtown Jacksonville Multiple Property Submission    |
| 63    | Norman Film Studios                               | Norman Film Studios                               | 29. Dez. 2014 ID-Nr. 14001084 | 6337 Arlington Rd. 30° 20′ 0,9″ N, 81° 35′ 37,1″ W |                                                                |
| 64    | Old Jacksonville Free Public Library              | Old Jacksonville Free Public Library              | 22. Jan. 1987 ID-Nr. 86003679 | 101 East Adams Street 30° 19′ 38″ N, 81° 39′ 22″ W |                                                                |
| 65    | Old Ortega Historic District                      | Old Ortega Historic District                      | 14. Juli 2004 ID-Nr. 04000682 | Begrenzt durch den Roosevelt Boulevard, die Verona Avenue und den St. Johns River 30° 16′ 27″ N, 81° 42′ 18″ W                                                      |                                                                |
| 66    | Old St. Luke’s Hospital                           | Old St. Luke’s Hospital                           | 24. Juli 1972 ID-Nr. 72000310 | 314 North Palmetto Street 30° 19′ 33″ N, 81° 38′ 49″ W |                                                                |
| 67    | Plaza Hotel                                       | Plaza Hotel                                       | 30. Dez. 1992 ID-Nr. 92001698 | 353 East Forsyth Street 30° 19′ 33″ N, 81° 38′ 13″ W | Teil der Downtown Jacksonville Multiple Property Submission    |
| 68    | Thomas V. Porter House                            | Thomas V. Porter House                            | 13. Mai 1976 ID-Nr. 76000592  | 510 Julia Street 30° 19′ 52″ N, 81° 39′ 40″ W |                                                                |
| 69    | Red Bank Plantation                               | Red Bank Plantation                               | 18. Okt. 1972 ID-Nr. 72000311 | 1230 Greenridge Road 30° 17′ 2″ N, 81° 39′ 9″ W |                                                                |
| 70    | Ribault Inn Club                                  | Ribault Inn Club                                  | 11. Mai 2000 ID-Nr. 00000470  | Ft. George Road 30° 25′ 40,8″ N, 81° 25′ 28,3″ W |                                                                |
| 71    | Riverside Baptist Church                          | Riverside Baptist Church                          | 22. Sep. 1972 ID-Nr. 72000312 | 2650 Park Street 30° 18′ 37″ N, 81° 41′ 35″ W |                                                                |
| 72    | Riverside Historic District                       | Riverside Historic District                       | 22. März 1985 ID-Nr. 85000689 | Etwa begrenzt durch die ehemalige Bahnlinie der Seaboard Coast Line Railroad, den Riverside und Memorial Parks und den St. Johns River 30° 18′ 39″ N, 81° 41′ 32″ W |                                                                |
| 73    | St. Andrew’s Episcopal Church                     | St. Andrew’s Episcopal Church                     | 4. Mai 1976 ID-Nr. 76000593   | 317 Florida Avenue 30° 19′ 32″ N, 81° 38′ 37″ W |                                                                |
| 74    | St. George Episcopal Church                       | St. George Episcopal Church                       | 9. Aug. 2002 ID-Nr. 02000839  | 10560 Ft. George Road, E. 30° 24′ 48″ N, 81° 25′ 48″ W | Teil der Florida’s Carpenter Gothic Churches MPS               |
| 75    | St. James Building                                | St. James Building                                | 3. Mai 1976 ID-Nr. 76000594   | 117 West Duval Street 30° 19′ 48″ N, 81° 39′ 34″ W |                                                                |
| 77    | John S. Sammis House                              | John S. Sammis House                              | 10. Juli 1979 ID-Nr. 79000669 | 207 Noble Circle West 30° 19′ 19″ N, 81° 36′ 44″ W |                                                                |
| 78    | San Jose Administration Building                  | San Jose Administration Building                  | 10. Apr. 1985 ID-Nr. 85000760 | 7423 San Jose Boulevard 30° 14′ 37″ N, 81° 37′ 35″ W | Teil der San Jose Estates TR                                   |
| 79    | San Jose Country Club                             | San Jose Country Club                             | 10. Apr. 1985 ID-Nr. 85000761 | 7529 San Jose Boulevard 30° 14′ 30″ N, 81° 37′ 29″ W | Teil der San Jose Estates TR                                   |
| 80    | San Jose Estates Gatehouse                        | San Jose Estates Gatehouse                        | 20. Dez. 1988 ID-Nr. 88002808 | 1873 Christopher Point Road, North 30° 15′ 17″ N, 81° 38′ 33″ W | Teil der San Jose Estates TR                                   |
| 81    | San Jose Hotel                                    | San Jose Hotel                                    | 10. Apr. 1985 ID-Nr. 85000762 | 7400 San Jose Boulevard 30° 14′ 30″ N, 81° 37′ 47″ W | Teil der San Jose Estates TR                                   |
| 82    | Snyder Memorial Methodist Episcopal Church        | Snyder Memorial Methodist Episcopal Church        | 13. März 2013 ID-Nr. 13000065 | 226 N. Laura St. 30° 19′ 42,9″ N, 81° 39′ 31,9″ W |                                                                |
| 83    | South Atlantic Investment Corporation Building    | South Atlantic Investment Corporation Building    | 30. Dez. 1992 ID-Nr. 92001699 | 35-39 West Monroe Street 30° 19′ 43″ N, 81° 39′ 8″ W | Teil der Downtown Jacksonville Multiple Property Submission    |
| 84    | South Jacksonville Grammar School                 | South Jacksonville Grammar School                 | 15. Apr. 2004 ID-Nr. 04000278 | 1450 Flagler Avenue 30° 18′ 39″ N, 81° 39′ 28″ W |                                                                |
| 85    | Springfield Historic District                     | Springfield Historic District                     | 22. Jan. 1987 ID-Nr. 86003640 | Etwa begrenzt durch die Twelfth, Clark und First Streets sowie den Hogans Creek und Boulevard 30° 20′ 35″ N, 81° 39′ 12″ W                                          |                                                                |
| 86    | Edwin M. Stanton School                           | Edwin M. Stanton School                           | 29. Sep. 1983 ID-Nr. 83001446 | 521 West Ashley Street 30° 19′ 56″ N, 81° 39′ 48″ W |                                                                |
| 87    | Timucuan Ecological and Historic Preserve         | Timucuan Ecological and Historic Preserve         | 16. Feb. 1988 ID-Nr. 01000283 | 13165 Mt. Pleasant Road 30° 22′ 8″ N, 81° 29′ 9″ W |                                                                |
| 88    | Title & Trust Company of Florida Building         | Title & Trust Company of Florida Building         | 23. Feb. 1990 ID-Nr. 90000312 | 200 East Forsyth Street 30° 19′ 34″ N, 81° 39′ 19″ W |                                                                |
| 89    | Village Store                                     | Village Store                                     | 29. Sep. 1988 ID-Nr. 88001700 | 4216, 421 und 4208 Oxford Avenue sowie 2906 und 2902 Corinthian Avenue 30° 16′ 19″ N, 81° 42′ 18″ W                                                                 |                                                                |
| 90    | Woman’s Club of Jacksonville                      | Woman’s Club of Jacksonville                      | 3. Nov. 1992 ID-Nr. 92001505  | 861 Riverside Avenue 30° 18′ 51″ N, 81° 40′ 37″ W |                                                                |
| 91    | Yellow Bluff Fort                                 | Yellow Bluff Fort                                 | 29. Sep. 1970 ID-Nr. 70000183 | 1 Meile südlich der State Road 105 an der New Berlin Road 30° 23′ 58″ N, 81° 33′ 22″ W                                                                              |                                                                |
| 92    | Young Men’s Hebrew Association                    | Young Men’s Hebrew Association                    | 29. Okt. 1992 ID-Nr. 92001486 | 712 West Duval Street 30° 19′ 50″ N, 81° 40′ 1″ W |                                                                |